# Blitz (fútbol americano)

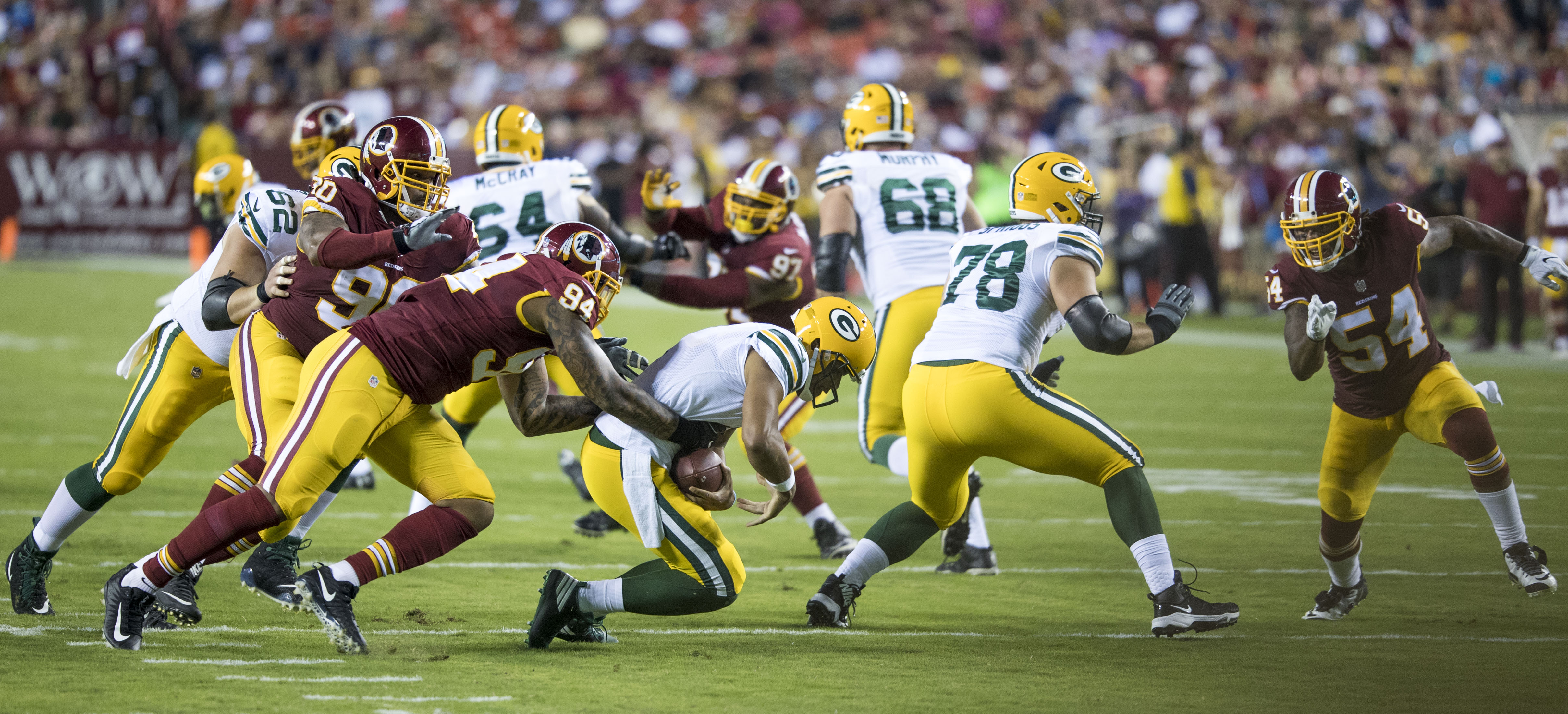
Fútbol americano

En el fútbol americano o en el fútbol canadiense, un blitz, incursión o red dog es una maniobra de un equipo defensivo en la cual uno o más linebackers o backs defensivos (quienes normalmente permanecen en el lado defensivo de la línea de scrimmage durante una jugada) se les ordena que crucen la línea hacia el lado ofensivo en un intento de placar al quarterback u obstruir un intento de pase. El nombre es tomado directamente de la palabra blitzkrieg, la estrategia de la Wehrmacht de "guerra relámpago" durante la Segunda Guerra Mundial. 
Don Ettinger, un linebacker de los New York Giants, inventó el blitz durante su breve carrera dentro de la NFL (1948 – 1950). Larry Wilson, free safety de los St. Louis Cardinals de 1960 a 1972, fue uno de los pioneros en esa maniobra y logró perfeccionar el safety blitz, una jugada cuyo código original era "Wildcat." El coordinador defensivo Chuck Drulis es ampliamente acrediatdo con la invención del safety blitz. El coordinador defensivo de los Pittsburgh Steelers Dick LeBeau es considerado de manera muy amplia como el inventor del zone blitz.